# Paul Baethke
Paul Baethke (* 27. Januar 1895 in Elbholz (Hannover); † 23. Januar 1953 in Lüchow) war ein deutscher Sanitätsoffizier, zuletzt Generalarzt im Zweiten Weltkrieg.

## Leben
Paul Baethke trat Mitte 1914 in die Armee ein, promovierte 1922 mit dem Thema Resultate der Nachtastungen bei Retention von Placentateilen in Berlin und wurde 1923 Assistenzarzt. Bis 1937 zum Oberfeldarzt befördert, diente er bis dahin in der Sanitäts-Abteilung 6 und 19 und fungierte vom 26. August 1939 an zunächst als Divisionsarzt (IVb) bei der 215. Infanterie-Division sowie vom 11. August 1940, ab Oktober 1940 als Oberstarzt, bis Anfang Juni 1942 als Kommandeur der Armee-Sanitäts-Abteilung 695 (mot.). Zum 8. Juni 1942 stieg Baethke als Nachfolger von Alfred Bayer zum Korpsarzt des XVII. Armeekorps auf, dessen Funktion er bis zum 10. Juni 1944 innehatte. Anschließend war er vom 11. Juni 1944 bis Kriegsende Armeearzt in der 18. Armee. Im Oktober 1944 wurde er zum Generalarzt befördert. Dort geriet er in den letzten Kriegsmonaten in den Kurland-Kessel und ging am 8. Mai 1945 in sowjetische Kriegsgefangenschaft. Aus dieser wurde er 1946 wieder entlassen.